# Эвридики
Эвриди́ки (греч. Ευρυδίκη, полное имя Эвридики Феоклеус (греч. Ευρυδίκη Θεοκλέους); род. 25 февраля 1968, Лимасол) — греческая и кипрская поп-певица.

## Биография
Родилась 25 февраля 1968 года в Лимасол, Кипр.
Окончила Национальую консерваторию, обучалась в парижской Le Studio des Variété и Музыкальном колледже Беркли в Бостоне. Музыкальную карьеру начала в Афинах в 1989 году, а в 1991 выпустила свой первый альбом. Является одной из наиболее популярных певиц в Греции и на Кипре. В 2007 году получила на Кипре звание «Певица года».
В 1992, 1994 и 2007 с песнями «Teriazoume», «Eimai Anthropos Ki Ego» и «Comme Ci, Comme Ça» соответственно представляла Кипр на конкурсе песни Евровидение. Первые два раза занимала 11-е место, а в третий раз не вышла из полуфинала, став 15-й.
Была замужем за греческо-киприотским певцом и композитором Йоргосом Феофанусом с 1994 по 2000 годы. В браке родился сын Ангелос.

## Дискография

### Альбомы
- 1991 — Gia Proti Fora
- 1992 — Poso Ligo Me Xeris
- 1993 — Misise Me
- 1995 — Fthinoporo Gynekas
- 1996 — I Epomeni Mera (double CD with a live recording)
- 1997 — Pes to Mou Afto
- 1998 — Dese Mou ta Matia
- 1999 — To Koumbi
- 2000 — Ola Dika Sou
- 2002 — Live ki Allios
- 2003 — Oso Fevgo Gyrizo
- 2005 — Sto Idio Vagoni
- 2007 — 13
- 2009 — Etsi Einai I Agapi
- 2011 — Oneirevomai akoma mama
- 2017 — 25 Gia Panta

### CD-синглы
- 2007 — «Comme Ci, Comme Ça»
- 2008 — «I Zoi Ehei Hroma»